# Betty-Ann Grubb
Betty-Ann Grubb (Newport Beach, 26 febbraio 1950) è un'ex tennista statunitense.
È conosciuta anche con i cognomi da sposata Hansen, Stuart e Dent. È stata sposata con il tennista Phil Dent, da cui ha avuto un figlio, Taylor Dent, anch'egli ex tennista.

## Carriera
In carriera ha vinto un titolo di doppio, l'Avon Championships of Chicago nel 1979, in coppia con Rosie Casals. Nei tornei del Grande Slam ha ottenuto il suo miglior risultato raggiungendo la finale di doppio agli US Open nel 1977, in coppia con la connazionale Renée Richards.

## Statistiche

### Doppio

#### Vittorie (1)
| Numero | Anno            | Torneo                                 | Superficie | Compagna     | Avversarie in finale      | Punteggio     |
| 1.     | 4 febbraio 1979 | Avon Championships of Chicago, Chicago | Sintetico  | Rosie Casals | Ilana Kloss Greer Stevens | 3-6, 7-5, 7-5 |

### Doppio

#### Finali perse (6)
| Numero | Anno            | Torneo                                 | Superficie  | Compagna       | Avversarie in finale             | Punteggio     |
| 1.     | 5 ottobre 1975  | WTA Congoleum Classic, Palm Springs    |             | Gail Glasgow   | Chris Evert Martina Navrátilová  | 3-6, 5-7      |
| 2.     | 1977            | US Open, New York                      | Cemento     | Renée Richards | Martina Navrátilová Betty Stöve  | 1-6, 6-7      |
| 3.     | 20 maggio 1979  | WTA Austrian Open, Vienna              | Terra rossa | Ilana Kloss    | Dianne Fromholtz Marise Kruger   | 6-3, 4-6, 1-6 |
| 4.     | 24 giugno 1979  | International Women's Open, Eastbourne | Erba        | Ilana Kloss    | Betty Stöve Wendy Turnbull       | 2-6, 2-6      |
| 5.     | 5 agosto 1979   | San Diego Open, San Diego              | Cemento     | Ann Kiyomura   | Rosie Casals Martina Navrátilová | 6-3, 4-6, 2-6 |
| 6.     | 28 ottobre 1979 | Eckerd Tennis Open, Clearwater         | Cemento     | Ilana Kloss    | Virginia Ruzici Anne Smith       | 5-7, 6-4, 5-7 |